# Élections locales nord-irlandaises de 2019
Les élections locales nord-irlandaises de 2019 se déroulent le 2 mai 2019.

## Résultats
| Partis | Partis                                   | Voix    | Voix  | Voix          | Total des sièges | Total des sièges |
| Partis | Partis                                   | Votes   | %     | +/−           | Sièges           | +/−              |
| ------ | ---------------------------------------- | ------- | ----- | ------------- | ---------------- | ---------------- |
|        | Parti unioniste démocrate                | 163 615 | 24,1  | 1,0           | 122 / 462        | 8                |
|        | Sinn Féin                                | 157 448 | 23,2  | 0,8           | 105 / 462        | en stagnation    |
|        | Parti unioniste d'Ulster                 | 95 320  | 14,1  | 2,1           | 75 / 462         | 13               |
|        | Parti social-démocrate et travailliste   | 81 419  | 12,0  | 1,6           | 59 / 462         | 7                |
|        | Parti de l'Alliance d'Irlande du Nord    | 78 052  | 11,5  | 4,8           | 53 / 462         | 21               |
|        | Voix unioniste traditionnelle            | 15 165  | 2,2   | 2,3           | 6 / 462          | 7                |
|        | Parti vert                               | 14 284  | 2,1   | 1,3           | 8 / 462          | 4                |
|        | Le Peuple avant le profit                | 9 478   | 1,4   | 1,1           | 5 / 462          | 4                |
|        | Aontú                                    | 7 459   | 1,1   | Nv.           | 1 / 462          | Nv.              |
|        | Parti unioniste progressiste             | 5 338   | 0,8   | 1,2           | 3 / 462          | 1                |
|        | Parti pour l'indépendance du Royaume-Uni | 3 026   | 0,5   | 1,0           | 0 / 462          | 3                |
|        | Parti conservateur                       | 1 364   | 0,2   | 0,2           | 0 / 462          | en stagnation    |
|        | Autres                                   |         |       |               | 25 / 462         |                  |
| Total  | Total                                    |         | 100,0 | en stagnation | 462 / 462        | en stagnation    |